# Ctenorillo parituberculatus
Ctenorillo parituberculatus är en kräftdjursart som först beskrevs av Stefano Taiti och Franco Ferrara 1987.  Ctenorillo parituberculatus ingår i släktet Ctenorillo och familjen Armadillidae. Inga underarter finns listade i Catalogue of Life.